# Gunung Baroh
Gunung Baroh är en kulle i Indonesien.   Den ligger i provinsen Aceh, i den västra delen av landet, 1 700 km nordväst om huvudstaden Jakarta. Toppen på Gunung Baroh är 76 meter över havet.
Terrängen runt Gunung Baroh är platt. Runt Gunung Baroh är det glesbefolkat, med 14 invånare per kvadratkilometer. I omgivningarna runt Gunung Baroh växer i huvudsak städsegrön lövskog.